# Ernie Davis
Ernie Davis (New Salem, 14 december 1939 – Cleveland, 18 mei 1963) was een Amerikaans American football-Runningback. Hij speelde van 1959 tot 1961 College football voor de Syracuse universiteit, hij won daar in 1961 de Heisman Trophy. Davis was de eerste Afro-Amerikaanse Heisman winnaar. Davis werd in 1962 gedraft door de Cleveland Browns. Echter kreeg hij de diagnose Leukemie voordat hij ook maar een wedstrijd gespeeld had. Davis overleed een jaar later op 23-jarige leeftijd aan de gevolgen van leukemie en speelde dus nooit op professioneel niveau.

## Universitaire carrière

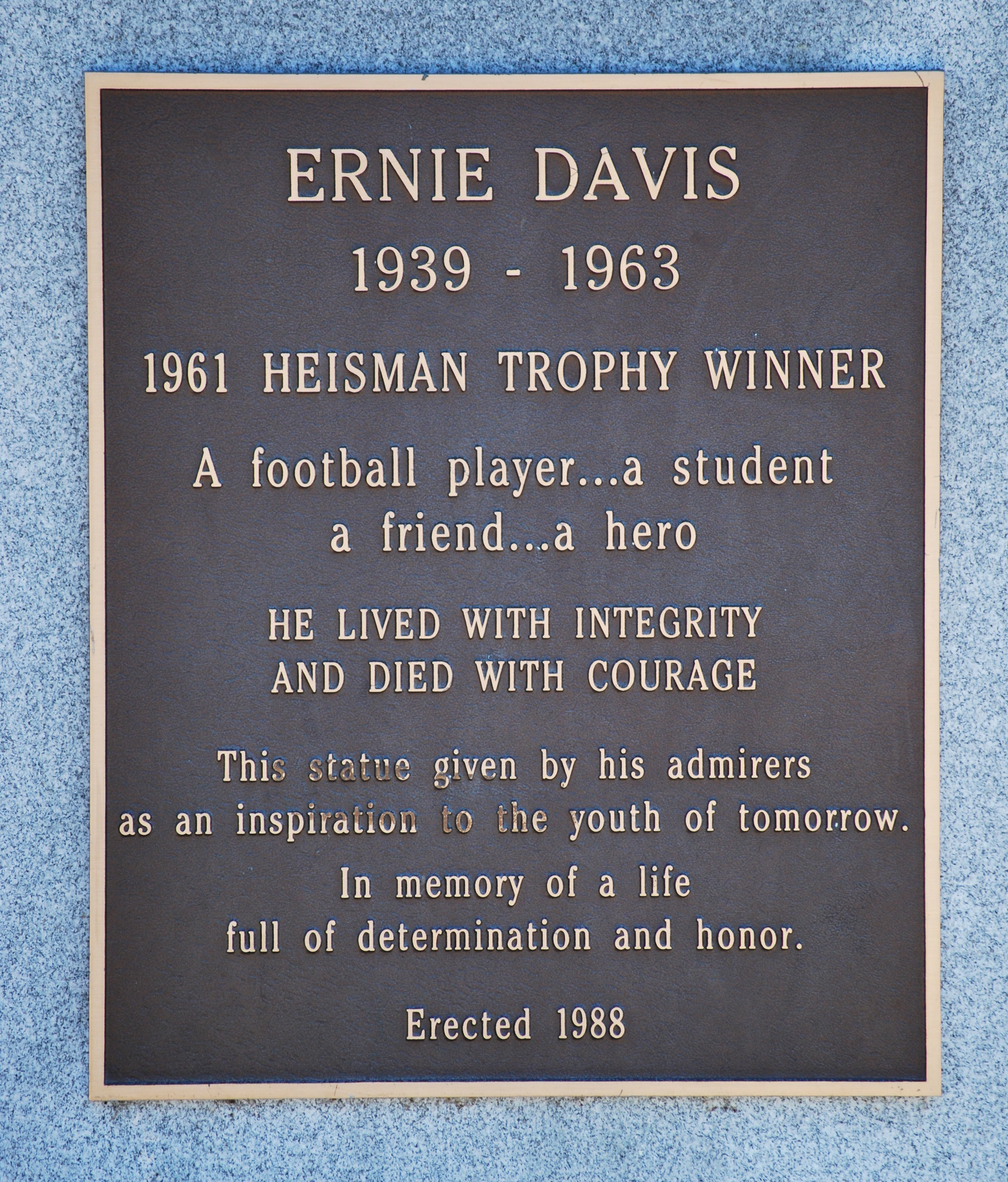
Plaquette op het standbeeld van Davis, Ernie Davis Academy, Elmira, New York

Davis speelde van 1959 tot 1961 voor de Syracuse universiteit, het football team werd geleid door coach Ben Schwartzwalder. Davis was in alle drie seizoenen een zeer belangrijke speler voor het team. Davis leidde het 1959 Syracuse team naar een nationaal kampioenschap, deze wonnen ze met een score van 23–14 tegen de Texas Longhorns. Davis werd benoemd tot MVP. Later bedacht journalist Al Mallette de bijnaam "Elmira Express" voor Davis. In zijn junior jaar, zette Davis een record van 7.8 yards per poging, Davis had dat seizoen 877 rushing yards, in de eerste zes wedstrijden van het seizoen had Davis steeds 100 rushing yards. In 1960 eindigde Syracuse met een 7–2 record. In Ernie's senior seizoen eindigde Syracuse met een 8–3 record. In de laatste wedstrijd van het seizoen versloegen ze de Miami Hurricanes met een score van 15–14.
Davis werd de eerste zwarte atleet die de Heisman Trophy mocht ontvangen, ook won hij de Walter Camp Memorial Trophy. Na zijn senior seizoen in 1961 bleek dat President John F. Kennedy, groot fan was van Davis en hem graag wilde ontmoeten terwijl Davis de Heisman Trophy kwam ophalen in New York, Kennedy kon vanwege presidentiële verplichtingen Davis niet ontmoeten. Maar later in 1963, toen bleek dat Davis ernstig ziek was stuurde Kennedy hem een telegram, waar het volgende in stond: 
Maar zelden is er een atleet geweest die de eer verdient die u hebt gekregen. Uw hoge normen voor prestaties op het veld en buiten het veld, weerspiegelen de beste kwaliteiten van concurrentie, sportiviteit en burgerschap. Deze natie heeft u zeer terecht de hoogste onderscheidingen gegeven voor uw geweldige sportieve prestaties. Het is een voorrecht voor mij om u vanavond te contacteren en u te bedanken voor uw prestaties. u bent een uitstekende Amerikaan, en een waardig voorbeeld van onze jeugd. Ik groet u.
Na zijn tijd op de universiteit werd zijn rugnummer 44, uit de roulatie genomen, dit nummer werd ook gedragen door Jim Brown een van de beste runningbacks ooit.

## Professionele carrière
In 1962 werd Davis als eerste gekozen in de draft door de Washington Redskins. De eigenaar van de Redskins, George Preston Marshall, was zeer racistisch en wilde een volledig blank team. Davis was vervolgens betrokken bij een ruil-deal en kon vertrekken naar de Cleveland Browns.
Davis tekende een 3-jarig contract bij de Browns. Hij zou hiermee $200,000 dollar verdienen, hij werd hierdoor de duurste speler in de NFL. De Browns' droom om Davis samen te laten spelen met Jim Brown, zou nooit uitkomen, Davis kreeg de diagnose leukemie. Er ontstond daarna ruzie tussen coach Brown en de eigenaar Art Modell, Modell zei dat Davis fit genoeg was en gewoon kon spelen. Coach Brown weigerde om Davis op te stellen. Ondertussen was Davis's leukemie erger geworden en Modell probeerde nog steeds om Davis te overtuigen om te spelen terwijl Brown steeds de confrontatie aanging met Modell om hiermee te stoppen. Uiteindelijk leidde dit ertoe dat Modell, Brown ontsloeg na het 1963 seizoen.
Davis was wel altijd aanwezig bij trainingen, Davis hielp coach Brown om plannen te verzinnen voor een wedstrijd, ook gaf hij de andere running backs advies. Zijn enige verschijning in het Cleveland Stadion was bij een pre-season wedstrijd op 18 augustus 1962, waarin hij de fans bedankte voor hun steun. Na zijn dood besloten de Browns om zijn rugnummer 45 uit de roulatie te nemen.

## Overlijden

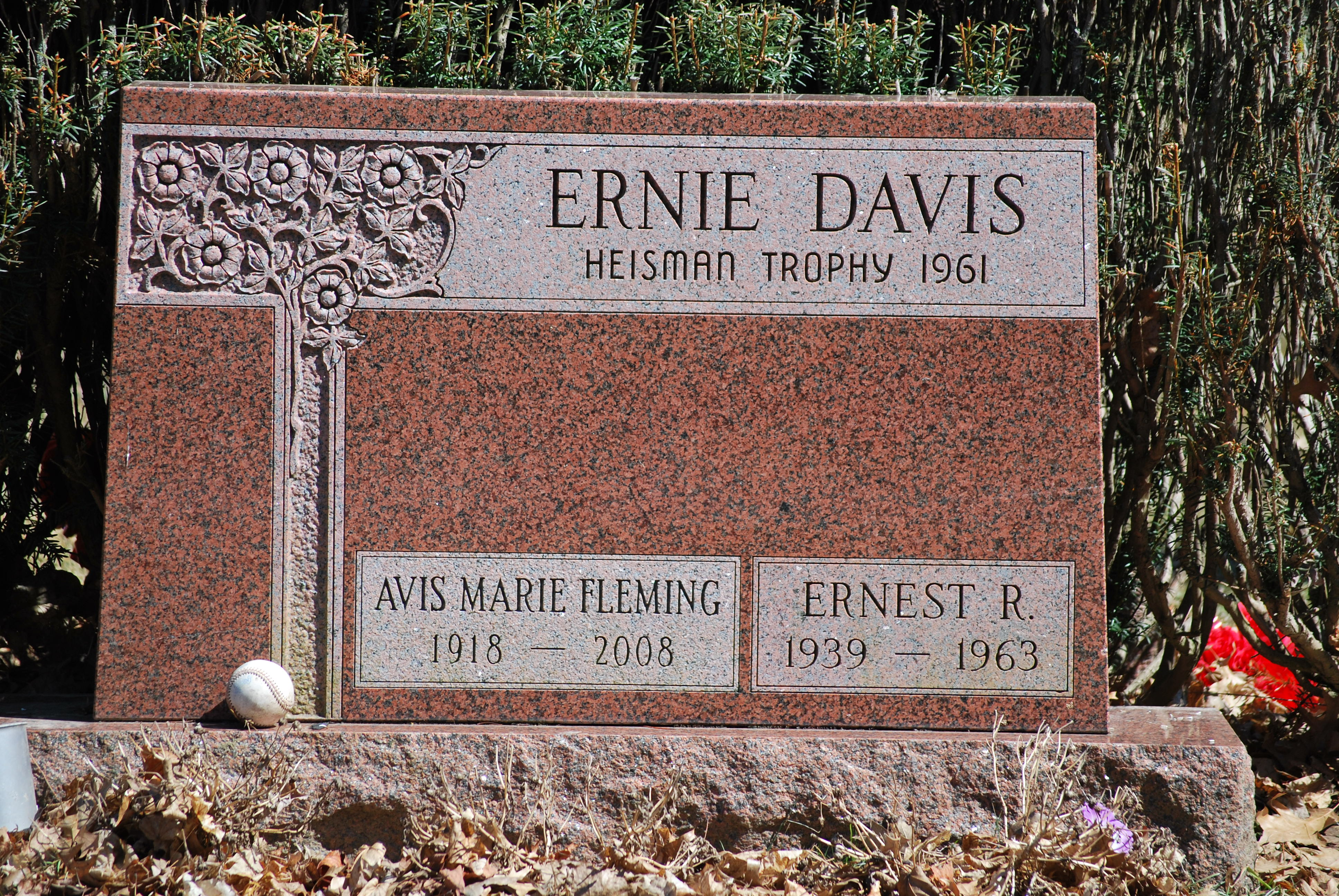
Davis' grafsteen, Woodlawn Cemetery, Elmira, NY

In de zomer van 1962 kreeg Davis steeds meer last van zijn nek, deze raakte steeds meer opgezwollen en zijn nek werd erg stijf. Davis bezocht een dokter en kreeg de diagnose Acute myeloide leukemie, Davis kreeg in de maanden daarna verschillende behandelingen maar deze hadden geen van allen effect. Op 18 mei 1963 overleed Davis in het Cleveland Lakeside ziekenhuis op 23-jarige leeftijd aan de gevolgen van leukemie.

## The Express
In 2008 werd een film over Davis' leven uitgebracht, getiteld The Express. De film kreeg positieve recensies. Acteur Rob Brown speelde de rol van Davis. De film werd alleen in de Verenigde Staten uitgebracht.